# Caterham (Surrey)
Caterham è una cittadina di 20 957 abitanti della contea del Surrey, in Inghilterra.